# BMP-3
El BMP-3 (en ruso: БМП-3) es un vehículo de combate de infantería ruso diseñado a comienzos de los noventa e introducido a mediados de la misma década. Entró en servicio en 1991 y fue mostrado públicamente por primera vez en 1990 en una exhibición de armamento militar. Es la tercera y hasta ahora última versión de la exitosa serie de vehículos rusos BMP (en ruso: Боевая Машина Пехоты; Boyevaya Mashina Pejoty, que significa literalmente “Vehículo de combate de Infantería”). Se construyó con la intención de reemplazar al BMP-2, pero hasta ahora no lo ha logrado; solamente opera en fuerzas especiales y elite del Ejército Ruso.
Además de Rusia, se encuentra en servicio en otros 8 países, siendo los Emiratos Árabes Unidos el mayor operador del vehículo después del constructor, y el más reciente y ahora más numeroso es Venezuela, quien ha adquirido 300 unidades. A diferencia de los modelos que le preceden, tiene un diseño totalmente nuevo; el chasis de acero ha sido reemplazado por uno de aluminio, el cañón principal de 100 mm combina potencia y precisión (cualidades que se hallaban separadas en los dos BMP anteriores), el nuevo motor más potente se ubica en la parte trasera y no al frente, y además incorpora sistemas de defensa activos y pasivos de última generación, los cuales fueron incluidos por las experiencias vividas en campañas como la de Afganistán o la más reciente en Chechenia.
La finalidad del BMP-3 es ambivalente, ya que en teoría se trata de un VCI cuyo rol es el transporte de tropas al campo de batalla, pero su gran potencia de fuego en relación con otros vehículos lo aproxima más a un tanque ligero. En la actualidad, existe una tendencia dentro de los ejércitos de usar este tipo de vehículos en el rol de reconocimiento dado el alto costo de desarrollar un tanque ligero dedicado. El BMP-3, al igual que los tanques ligeros por su escaso blindaje, están diseñados para operar en grupos donde tanques más pesados puedan penetrar las líneas de defensa enemigas, para luego aprovechar su movilidad y potencia de fuego. Los rusos han sacado una nueva versión del BMP designada BMP-T que le asigna un rol exclusivo de soporte de fuego ya que no ofrece capacidad de transporte y además es más especializado en combate urbano.

## Historia de su desarrollo
Hacia 1980, las autoridades rusas plantearon la necesidad de equipar a las fuerzas de infantería terrestre y aerotransportada con un nuevo vehículo ligero de transporte de personal, que tuviese un mayor poder de fuego que los vehículos en servicio de la época. También se propuso protegerlo de las amenazas contra las que eran vulnerables los BMP-1 y BMP-2, ya sea mediante la incorporación de nuevo blindaje o sistemas de defensa activos y/o pasivos. Los recientes conflictos bélicos pusieron en evidencia las falencias en la precisión, potencia del armamento y coraza de los vehículos que el Ejército Rojo operaba, razón por la cual se empezó a pensar en un posible reemplazante a largo plazo para el parque de transportes blindados.
El diseño del Obiekt 688M o BMP-3 se remonta al año 1975, cuando se estaba probando el Obiekt 685, un prototipo de tanque ligero armado con un cañón principal 2A48-1 de 100 mm. Este vehículo nunca entró en producción masiva, pero su casco equipado con un nuevo motor fue utilizado para el proyecto Obiekt 688, que consistía en la fabricación de un moderno VCI de nueva generación que sería diseñado por la oficina de A. Blagonravov.
La configuración del armamento del Obiekt 688 (un cañón montado exteriormente de 30 mm y un lanzador doble de misiles antitanque “Konkurs” AT-5 “Spandrel”) fue rechazada y en su lugar fue instalado el nuevo sistema de armas 2K23. El resultado fue el Obiekt 688M, el cual fue desarrollado de principios a mediados de los ochenta, y que entró oficialmente en servicio en 1987 en el entonces Ejército Rojo Soviético.

## Diseño

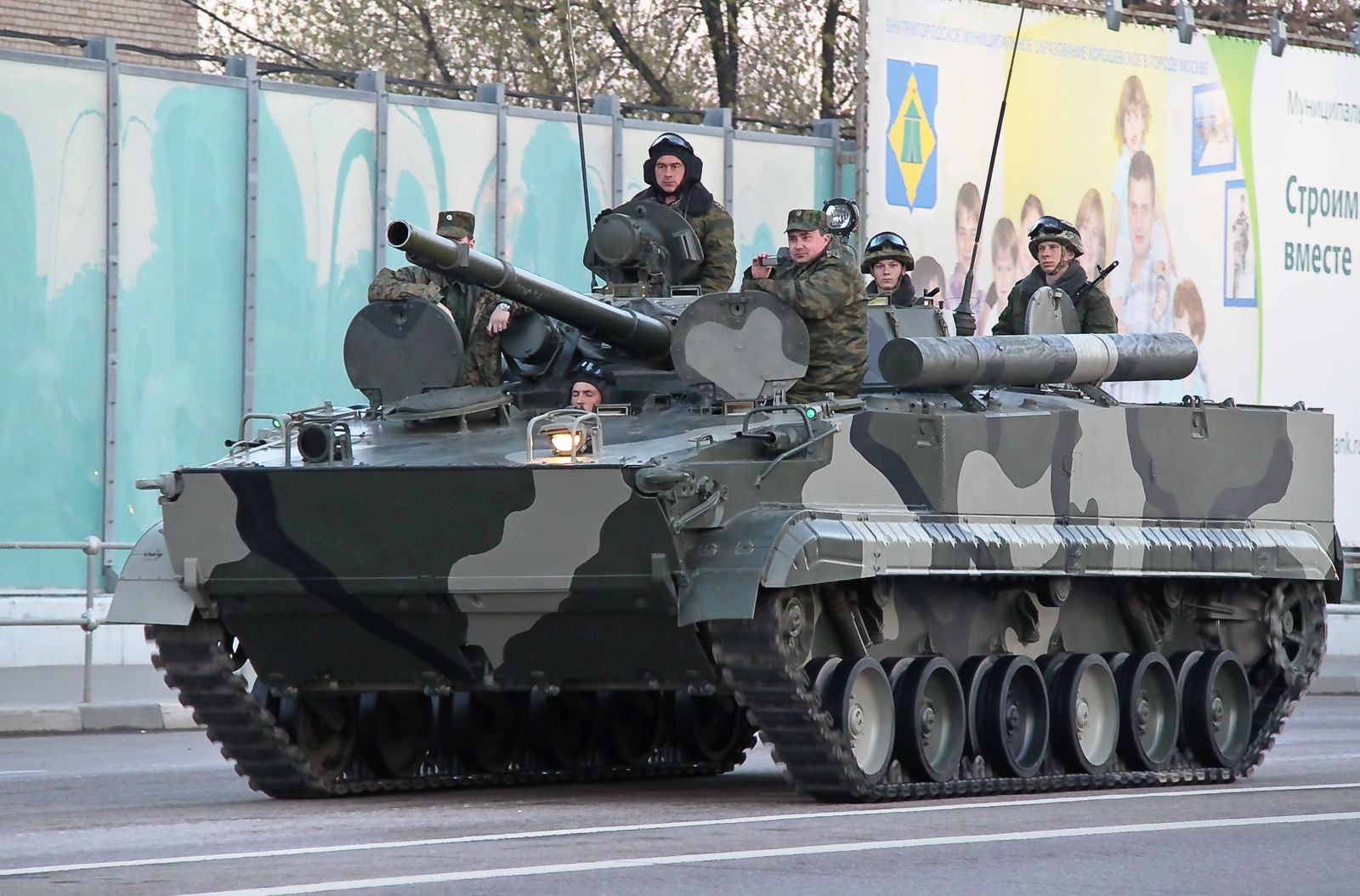
Un BMP-3 ruso con infantería embarcada.

Para dar respuesta a la solicitud de mayor potencia de fuego, al nuevo VCI le fue colocado en al torreta el sistema de armas 2K23 que mantiene la configuración del artillero y comandante dentro de la misma como en el BMP-2, mientras que el conductor se ubica justo delante de éstos, en el centro del frente del chasis. A cada lado del mismo se encuentran dos puestos destinados a los ametralladores equipados con unas PKT de 7,62 mm y 2.000 proyectiles para cada una, sentándose el resto de soldados (cinco) en la zona trasera sobre el motor. Aparte del armamento que llevan los soldados transportados, se suele llevar a bordo un RPG-7, cinco RPG-18, tres misiles antiaéreos portátiles Strela-3 o  Igla, y diez granadas de mano F-1.
El 2K23 también incluye cargador automático,  computadora balística 1V539, sistema estabilizador 2E52-2, buscador láser de distancia 1D16-3, y un dispositivo de visión y guiado 1K13-2 y un visor PPB-1, los dos para el artillero. Por su parte, el comandante tiene a su disposición un sistema de visón óptica combinado 1PZ-10, sistema de visión diurno y nocturno TKN-3MB y un IR OU-3GA2.

### Movilidad
A diferencia de los dos modelos anteriores, el BMP-3 incorpora un nuevo y más potente motor, el diésel UTD-29M de 500 caballos. Este motor es el que equipa a la mayoría de las unidades, ya que los prototipos iniciales utilizaban la versión simple del UTD-29 de 450 hp; además existe una versión mejorada del vehículo; el BMP-3M, que lleva un UTD-32 de 660 hp.
El cambio de la planta motriz vino acompañado con el cambio de la ubicación de la misma, a la parte trasera del vehículo. Para permitir que los soldados transportados se mantuviesen en el mismo lugar y pudiesen salir por la retaguardia del BMP-3, el UTD-29M tiene un diseño muy chato le que permite alojarse por debajo del compartimiento de tropa sin reducir el tamaño de este último.
También fue sustituido el sistema de conducción por otro más moderno y se le ha agregado un nuevo sistema de navegación acuática que consiste en 2 impulsores axiales de propulsión a chorro accionados por el propio motor del BMP-3 que sustituyen a las orugas en este medio y mejoran mucho la movilidad en el agua.

### Protección
Otro cambio significativo fue el reemplazo del viejo casco que compartían sus predecesores por uno totalmente nuevo de aluminio laminado, proporcionándole un poco más de protección que el blindaje de acero que utilizaban los BMP anteriores. Además, el aluminio disminuye notablemente el peso del vehículo ofreciendo una relación potencia/peso más alta (27 caballos por tonelada) y aumenta la ya de por sí muy buena velocidad y agilidad del mismo. 

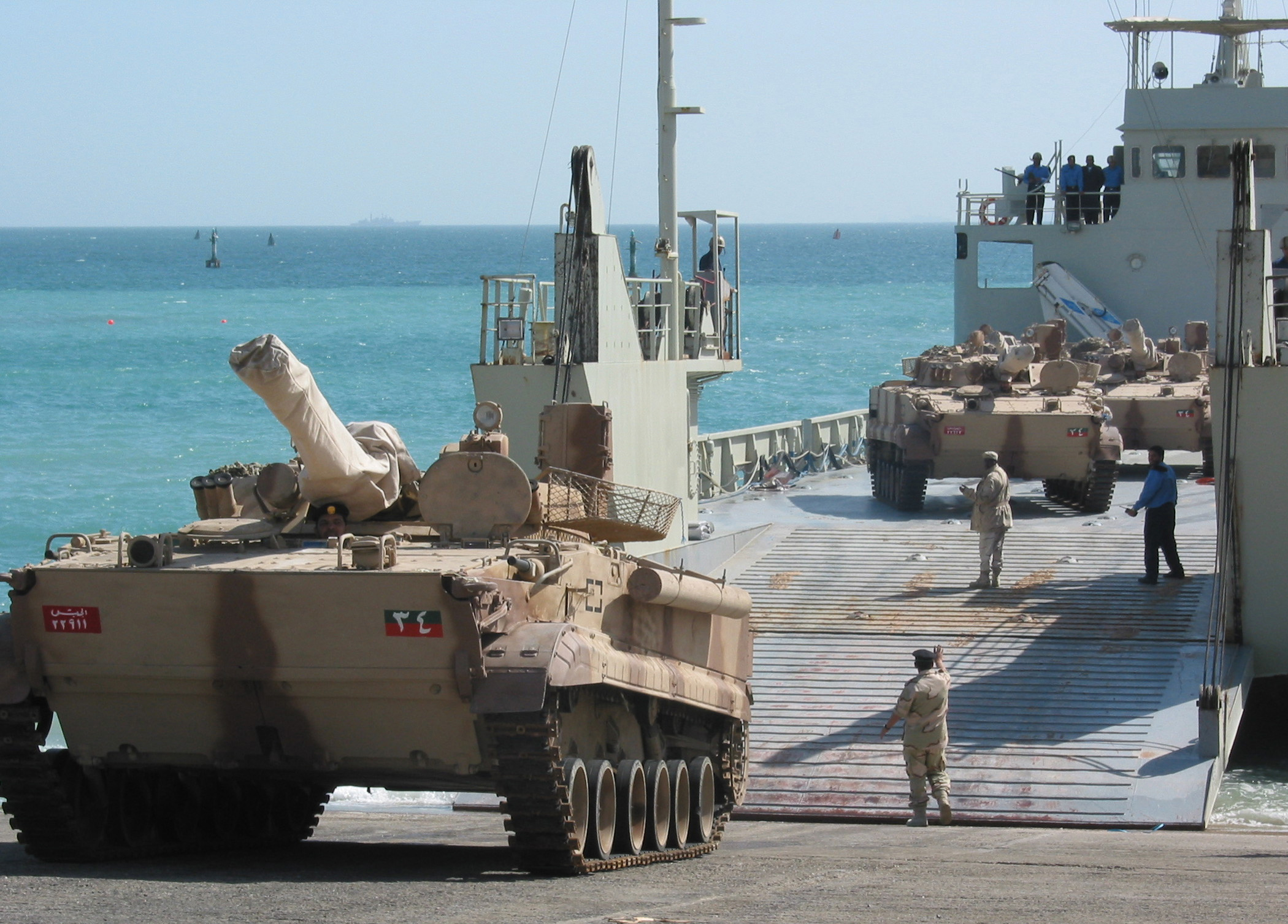
Tres BMP-3 de los Emiratos Árabes Unidos siendo descargados de una barcaza de desembarco. Se puede observar que los cañones están recubiertos por una manta especial para que no les entre arena.

A pesar de que todavía se está testeando, a algunos BMP-3 se les está equipando con el revolucionario sistema de defensa activa ARENA que ofrece una gran protección contra misiles, cohetes y granadas autopropulsadas. Básicamente funciona mediante la detección de la amenaza por medio de un radar, que toma los datos de la distancia, velocidad, dirección y ángulo de trayectoria del objeto, y los pasa a una computadora, desde donde se da automáticamente la orden de disparar unas municiones desde unos pequeños silos que se encuentran montados alrededor de la torreta. La descarga de éstas se realiza a una distancia en donde se pueda destruir o dañar seriamente a la amenaza e impedir que ésta impacte sobre el vehículo.
Como defensas pasivas, además de los clásicos lanzafumígenos y generadores de humo, incorpora un sistema de refrigeración de gases de escape con el fin de reducir la firma infrarroja del blindado. Como última medida defensiva el blindaje incorpora refuerzos de acero en zonas vitales y posee un doble suelo para minimizar los efectos de las minas antitanque.
Cabe mencionar que este VCI está realmente protegido contra una gran cantidad de amenazas, ya que se le incorporaron muchos nuevos sistemas de defensa que sus antepasados no poseían y que en gran medida ayudan a la supervivencia del vehículo debido a que su ligero blindaje no puede soportar ataques de armas que se consideran livianas y que otros vehículos de transporte del mismo tipo si son capaces de aguantar. De este modo, gracias a los avances rusos en la electrónica el BMP-3 se convierte en un rival difícil de abatir sin tener que gastar una cara y pesada armadura, que además lo harían más lento y menos maniobrable.

### Armamento
Gran cantidad de especialistas en la materia se sorprenden de lo desequilibrado del BMP-3 en cuanto a su armamento, siendo exagerado para un transporte de tropas. Como arma principal cuenta con el cañón convencional de ánima rayada 2A70 de 100 mm, el cual está estabilizado en 2 ejes. Éste dispone de un sistema de tiro computarizado y dispara proyectiles HE de fragmentación (Carga un total de 40, llevando 22 en el cargador), obteniendo un radio de alcance muy superior al Grom del BMP-1 y mucho más letal que el 2A42 del BMP-2.
Una novedad importante es que este cañón también hace las veces de lanzamisiles, equipándose en el vehículo el misil 9M117 Bastion (AT-10 “Stabber” según la designación OTAN), especialmente diseñado para ser disparado a través de cañones. Este sistema permite al artillero disparar y recargar el misil sin necesidad de exponerse y tampoco expone al propio sistema al fuego de armas ligeras como ocurría en el BMP-2. Este novedoso misil sustituye el comando a través de cable (utilizado en los anteriores) por el de guía láser, mucho más preciso y eficaz, siendo capaz de derribar helicópteros a baja cota. Para ello el BMP-3 tiene instalado un iluminador láser. Con un alcance de 4.000 metros, el AT-10 incorpora de serie las cargas en tándem para poder penetrar los blindajes reactivos. 8 de estos misiles pueden ser llevados en el interior del vehículo en configuración normal sin tener que reducir la carga de proyectiles de las demás armas o de las tropas transportadas.
Fijado al 2A70, se encuentra el 2A72 de 30 mm. Dada la satisfactoria experiencia con el cañón de 30 mm obtenida en el BMP-2 se decidió la inclusión del mismo aumentando en gran medida el abanico de posibles blancos a abatir y gozando de nuevo de una gran capacidad de movimiento y elevación (hasta 60° en vertical). Para esta arma están disponibles las municiones AP y HE.
Finalmente también se incluye la clásica ametralladora coaxial  PKT de 7,62 mm con 2000 balas y existe la posibilidad de adaptarle también un lanzagranadas automático de 30 mm. En cuanto a los visores, se mantienen algunos del BMP-2, ya que mientras la tecnología occidental en este campo evolucionó notablemente, la soviética se quedó algo estancada. Por ello, algunos países que han comprado el BMP-3, entre las clásicas modificaciones, han sustituido o complementado éstos con óptica occidental, como por ejemplo los Emiratos Árabes Unidos, que reemplazaron el visor térmico original por el “Namut”, fabricado por la firma francesa SAGEM.

## Historial de combate

### Guerra Ruso-ucraniana

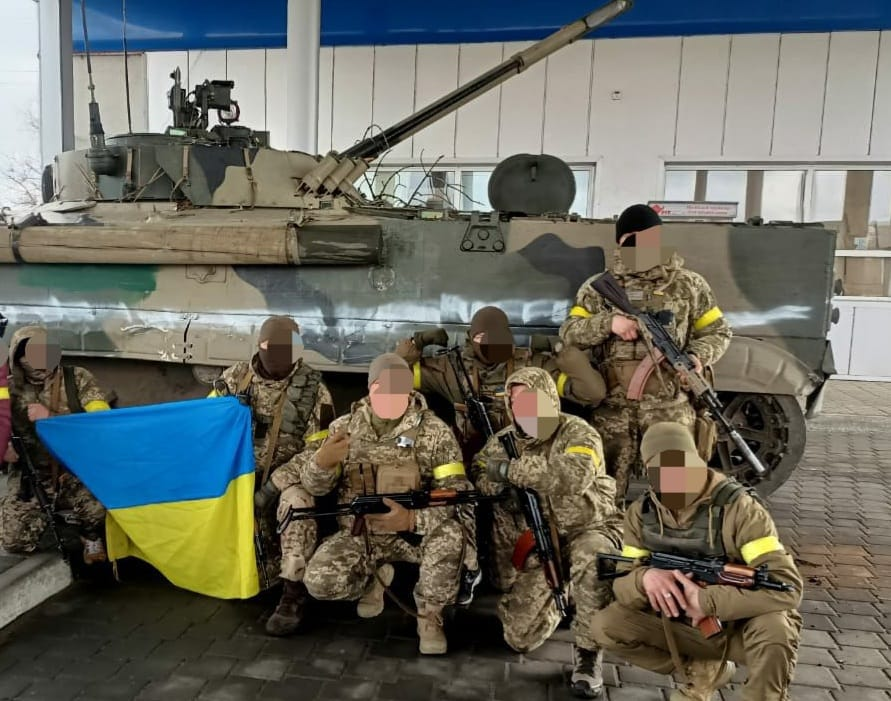
BMP-3 ruso capturado por tropas ucranianas en 2022.

- Invasión rusa de Ucrania de 2022[2]

## Variantes

### Rusia
- BMP-3 – Versión básica, con el sistema de armas 2K23.

- BMP-3M - Versión mejorada del BMP-3 por KBP y Kurganmashzavod, siendo reemplazados el motor y la torreta. El primero ha pasado a ser un UTD-32 de 660 caballos, aumentando la ya famosa movilidad que posee este vehículo. Las mejoras en el sistema de armas pasan por un nuevo control computarizado de tiro, dotándolo de una gran precisión; además se le ha agregado una nueva mira de disparo BZS1 con visión térmica SAGEM, iluminador láser incorporado y un nuevo sistema de carga automática de la munición. Por su parte, el comandante cuenta con un nuevo periscopio TKN-AI que incorpora un iluminador láser propio. El cañón principal podrá disparar un nuevo proyectil guiado por láser y nueva munición HE de fragmentación, mientras que el cañón de 30 mm puede cargar además de la AP y la HE, la nueva ADSPS. Finalmente el blindaje ha sido mejorado y es capaz de resistir proyectiles AP de 12,7 mm a una distancia de 50 metros. Una variante experimental incluye blindaje reactivo. Además existe gran variedad de equipamiento en los modelos M; algunos fueron equipados con blindaje adicional, sistemas de protección Arena-E o Shtora-1, aire acondicionado, etcétera. La última versión, también conocida como BMP-4, está provista de una torreta "Bakhcha-U" del BMD-4; esta nueva variante entró en estado de ensayos en 1999.

- BMMP (bojevaya mashina morskoj pejoti) - Versión especializada para la infantería de marina, equipada con la torreta del BMP-2.

- BMP-3K (komandnyi) – Versión de comando; incluye radios adicionales R-173 y un sistema de navegación mejorado TNA-4-6. Se ha renovado el equipo de sensores ópticos e iluminador láser sustituyéndolos por otros mucho más avanzados que permiten rangos de detección y adquisición mucho mayores (del orden de 10 km). La tripulación es de 6 personas, siendo 3 de éstos personal transportado.

- BMP-3F – Versión naval, equipada con sistemas de navegación acuática, de flotabilidad y de alta precisión de fuego desde el mar. Puede soportar siete horas navegando en el agua.

- BRM-3K "Rys" (Obiekt 501) (boyevaya razvedivatel'naya mashina) – Variante de reconocimiento con visor térmico 1PN71 (3,7x/11x, rango 3 km), intensificador de imagen de segunda generación 1PN65 (7x, 1,2-1,5 km de alcance), radar de vigilancia 1RL-133-1 ("TALL MIKE") (alcance 3 km hombre, 12 km vehículo), computadora 1V520 y sistema de navegación TNA-4-6. El armamento solamente consiste en el cañón automático de 30 mm estabilizado 2A72 (600 balas) y una ametralladora coaxial de 7,62 mm (2000 balas). El peso en orden de combate es de 19 toneladas y la tripulación es de 6 hombres.

- BREM-L "Beglianka" (Obiekt 691) (bronirovannaya remontno-evakuatsionnaya mashina) – Vehículo blindado de recuperación.
- 9P157 "Krizantema-S" – Versión antitanque armada con dos misiles supersónicos 9M123 Khrizantema (AT-15).

- 9P162 "Kornet-T" – Versión antitanque armada con el sistema de misiles 9M133 Kornet (AT-14).
- 2S31 Vena – Vehículo blindado de artillería armado con un mortero de 120 mm. Está equipado con sistemas automáticos de control de tiro digital, de navegación, y de reconocimiento y adquisición de blancos mediante dispositivos ópticos/electrónicos. El peso total del vehículo es de 19,5 toneladas.

- DZM "Vostorg-2" (dorozhno-zemlerojnaya mashina) – Prototipo de vehículo de combate para ingenieros con excavadora.

- UR-93 (ustanovka razminirovaniya) – Prototipo de vehículo barreminas.

- UNSh (unifitsirovannyj shassi) – Chasis básico para variantes especializadas.

- KhTM (khodovoj trenazhor) – Vehículo de entrenamiento de conducción.

- Hermes' – Prototipo de vehículo de defensa antiaérea equipado con misiles de alta velocidad y sistemas de radar incorporado.

### China

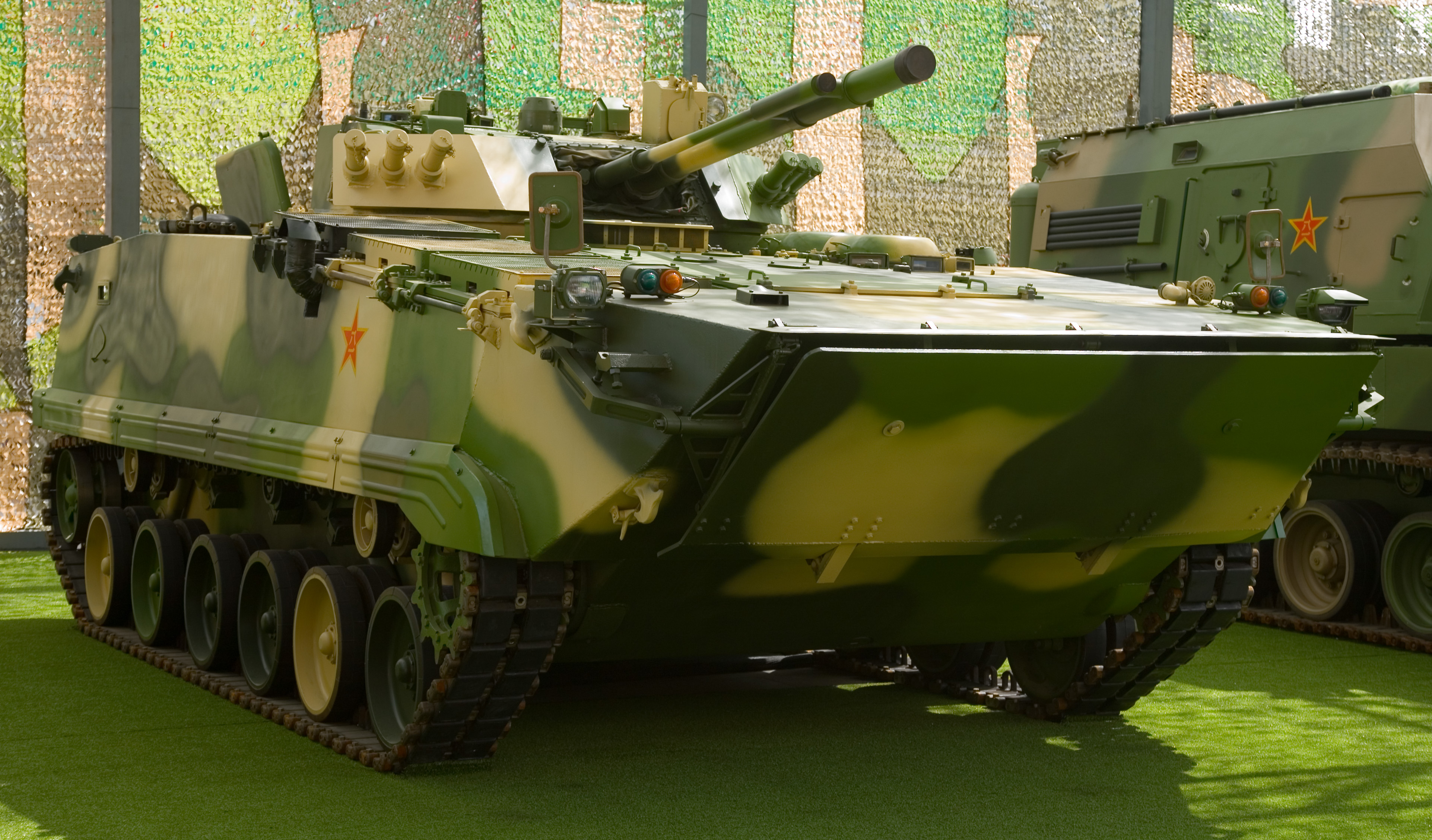
ZBD-97, variante china del BMP-3 en exhibición.

- ZBD-97 - Versión China del BMP-3, incorpora una torreta "Bakhcha-U" de fabricación local, un nuevo compartimento para la tropa, el motor va situado en la parte delantera, su blindaje está fabricado en acero y el chasis es diferente para dotarlo de capacidad anfibia.

## Usuarios

### Actuales
Rusia
1000 Unidades en el 2010.
 Azerbaiyán
104 Unidades.
 China
Versión china,  Las variantes incluyen un vehículo de asalto anfibio, un vehículo de recuperación, un vehículo de combate para ingenieros y un vehículo blindado de artillería provisto de un mortero de 120 mm.
 Chipre
43 Unidades.
 Estados Unidos
EE. UU. adquirió en 2002 un número indeterminado de BMP-3S de Ucrania
 Corea del Sur
110 Unidades.
 Kuwait
116 Unidades entregadas entre 1995 a 1996.
 Emiratos Árabes Unidos
815 Unidades.
 Ucrania
69 unidades, 5 compradas a Rusia en el pasado y 65 unidades capturadas en la guerra.
 Indonesia
En proceso de entrega 17 unidades de la variante BMP-3F.
 Venezuela
Venezuela ha comprado a Rusia entre 270 a 300 ejemplares de los blindados BMP-3M.

### Vehículos similares
- Schützenpanzer Puma
- Lynx
- ZBD-2000
- ZBD-97
- K-200/KIFV
 K-21 IFV
- AIFV
 M2/M3 Bradley
- /ASCOD Pizarro/ULAN
- AMX-10P
- Namera
  Achzarit
- Dardo
- Tipo 89 VCI
- VCI Anders
- FV510 Warrior
- BMP-T
  BTR-T
- Bionix VCI
- CV90/CV9030/CV9040